# 天壽公園
天壽公園，或稱士林區77號公園、天壽鄰里公園，位於臺灣台北市士林區天母地區天壽里中山北路六段405巷（磺溪產業道路）、天母西路62巷和小部分榮華三路旁，屬於鄰里公園，是磺溪流經之區域里民生態與活動類型公園，分為南段和北段。公園為一狹長型綠地公園，有許多公園設施，其中包含體健設施、遊樂設施、運動設施和服務設施。園內植物多為種植，有椰子樹、木棉和榕樹。

## 交通與地理位置
天壽公園位於陽明山山腳的地區，也是磺溪畔草地。雖時常有坡道，但是有無障礙設施設置。地段屬於天母段，並且也是天壽里內唯一的公園。天壽公園無交通工具直接抵達，最鄰近之公車站為齊賢華廈站（北段）和賴厝站（南段）。

## 分區與設施
公園附近有內政部所劃定之行水區、河川區、機關用地、醫療用地、綠地用地、公園用地、第三種住宅區、第三種商業區和駐華使領館辦公暨住宅專用區。

### 園內設施
- 體健設施：雙人浪板、單人漫步機、腰背按摩器、三人轉腰器、單槓
- 遊樂設施：組合遊具、磨石子溜滑梯、搖搖樂
- 服務設施：公園椅、涼亭
- 運動設施：籃球場、網球場（2014年1月啟用）[4]

## 活動

### 世界地球日共同植樹活動
台灣貝里斯駐華代表團於2011年4月22日因應世界地球日，而特別舉辦種樹活動，選擇在距離使館特區最近的天壽公園，並與台灣環保署、外交部人員，及各國駐台的代表共同參與植樹活動。其中貝里斯駐華代表也於此活動之中將樹苗栽種於天壽公園內，「貝里斯」駐華代辦納維羅不僅號召貝國在台的留學生，也邀請台灣及各國代表一起加入種樹的行列，在公園中立下台灣跟貝里斯的紀念碑，象徵環保議題無國界。

### 里民改造公園
天壽里於2017年1月舉辦2場說明會了解當地里長及里民的需求及3場次的討論會及現場勘查，充分讓使用者需求端與設計端無縫接軌，讓民眾全面參與規劃 "自己的公園 "，藉由討論會議提供公園設計的專業意見，讓天壽公園改造更具里之特色。其中園藝管理所賀綺華主任也表示，公園改善重點在於入口意象新設、道路周邊矮牆整修、設施及網球場地坪更新改善等。而入口也新設立了里徽標誌，旨為聚焦，天壽里環山、樹海及磺溪之自然景色，和表現天壽里的景觀。天壽里陳伯同里長表示，天壽公園使用的民眾相當多元化，無論在規劃階段及實際施工後的成果，公園處、設計及施工團隊和當地的里民都經過多次的討論、磨合及修正，使最後的成果能符合使用者真正的需求。

## 公園附近
- 橋梁：天母橋、同行橋、磺溪橋
- 道路：天母西路、中山北路、榮華三路、富貴一路、振興街
- 地點：使館特區、財團法人國際合作發展基金會、振興醫院、臺北榮民總醫院、天美綠地、蘇荷兒童美術館、嘉華新村（已撤除）、振興新村、石牌新村（已撤除）

## 蘭興二號綠地
同位於天壽里內天壽公園南段旁中山北路六段405巷旁有一綠地，稱蘭興二號綠地，或稱士林80號綠地或蘭興二號公園。地處士東國小正對面，公園內設有雙人上肢牽引器、雙人肩關節康復器、三人轉腰器、雙人太空漫步器、四人單槓、三人轉腰、雙人上肢牽引器、雙人太空漫步、雙人座凳、單人健騎等器具，和圓形廣場（昔日2017年改建前為階梯形式廣場）供民眾停駐休憩。入口設有天壽里里徽。

## 外部連結
- 天壽公園  籃球場 - 臺北市政府體育局[]
- 天壽公園  網球場 - 臺北市政府體育局[]